# Gabriele Coen
Gabriele Coen (Roma, 16 settembre 1970) è un sassofonista, clarinettista e flautista italiano, attivo in diversi ensemble, in particolare jazz.

## Biografia
Diplomato in sassofono al conservatorio "Francesco Morlacchi" di Perugia e specializzato poi presso l'associazione Siena Jazz, ha fondato o collaborato con diversi gruppi, perlopiù impegnati nella musica jazz. . E' laureato in Scienze Politiche presso la cattedra di Storia Moderna dell'Università La Sapienza di Roma.
Gabriele Coen si dedica dai primi anni Novanta all'incontro tra jazz e musica etnica, in particolare mediterranea e est-europea, svolgendo un'intensa attività a livello nazionale e internazionale. Nel 1995 ha dato vita ai KlezRoym, gruppo di musica klezmer, assieme ad Andrea Pandolfo, Pasquale Laino, Riccardo Manzi, Marco Camboni, Leonardo Cesari ed Eva Coen, la più nota formazione italiana dedita alla riattualizzazione del patrimonio musicale ebraico - con cui ha inciso sei dischi per l'etichetta CNI (Klezroym - 1998, Scenì - 2000, Yankele nel ghetto – 2002, Klezroym – 2003, Venticinqueaprile - 2007,Klezroym 20 years - 2016). 
Come compositore nonché interprete ha realizzato sigle televisive (Rai Educational) commenti musicali (Geo&Geo, Raitre), Musiche per documentari (La grande Storia, Raitre) e per balletti (Patino, Fuciarelli), numerose collaborazioni teatrali (Mincer, Celestini, Scaparro, Ferlazzo Natoli). Ha composto insieme ai Klezroym le musiche per il film di Emanuele Crialese “ Once we were strangers” e “ A gennaio “ di Luca Calvanelli; insieme a Mario Rivera quelle per “Notturno Bus” (2007) di Davide Marengo, con Giovanna Mezzogiorno, Valerio Mastandrea e Ennio Fantastichini. Sempre nel 2007 ha realizzato, ancora con Mario Rivera, le musiche per lo spettacolo teatrale “Satyricon” di Renato Giordano, con Giorgio Albertazzi e Michele Placido. Del 2010 è la colonna sonora (sempre con Mario Rivera) per “Scontro di civiltà per un ascensore a Piazza Vittorio” (2010), di Isotta Toso.Nel 2020 quella per il Film "Tornare" di Cristina Comencini. Nel 2009 ha scritto insieme ad Isotta Toso il libro “Musica errante. Tra folk e jazz: klezmer e canzone yiddish”, per Stampa Alternativa. 
A partire dall'edizione 2011 degli Award assegnati dalla rivista specializzata Jazzit Gabriele Coen è sempre presente nelle migliori postazioni sia al sassofono soprano sia al clarinetto per quanto riguarda il jazz italiano.
Come leader porta avanti vari progetti e in particolare: Gabriele Coen “Jewish Experience”, una delle formazioni più tipiche del jazz contemporaneo come volano di un viaggio musicale in cui si reinterpreta in chiave jazzistica il repertorio popolare ebraico, attraverso composizioni originali, brani klezmer e sefarditi (ebraico-spagnoli). Del 2009 è il primo disco intitolato Golem, per Alfamusic (distribuzione EGEA Music). Ad agosto 2010 è uscito il nuovo disco Awakening, prodotto da John Zorn per la Tzadik, la prestigiosa etichetta discografica newyorchese.
Nel 2013 è uscito del nuovo lavoro discografico Yiddish Melodies in Jazz, sempre prodotto dalla Tzadik di John Zorn.
A giugno 2017 è invece uscito il lavoro per l’etichetta Parco della Musica Records: Sephirot. Kabbalah in Music dove Gabriele Coen dirige il suo nuovo sestetto tra elettricità e spiritualismo.
A dicembre 2017 è uscito l’importante testo The History of European Jazz. The Music, Musicians and Audience in Context edito da Francesco Martinelli per la Equinox Publishing. Gabriele Coen ha partecipato all'opera scrivendo un importante capitolo dedicato al rapporto tra jazz e musica ebraica in Europa.
Dal 2013 Gabriele Coen ha fondato un nuovo quintetto a suo nome con cui, dopo gli omaggi a Kurt Weill e John Zorn, propone grazie anche  agli arrangiamenti di Andrea Avena, un originalissimo omaggio a Leonard Bernstein, uno dei più grandi musicisti del Novecento, compositore, pianista, direttore d’orchestra e didatta. A gennaio 2020 è uscito il loro cd Leonard Bernstein Tribute per la prestigiosa etichetta Parco della Musica Records. La formazione è completata da Alessandro Gwis al pianoforte, Benny Penazzi al violoncello, Danilo Gallo al contrabbasso e Zeno De Rossi alla batteria.
Più nell'ambito jazzistico sono la collaborazione con Circo Diatonico, La Porta Magica (entrambe dal 1998) e Atlante Sonoro (da lui fondato nel 2001 con Pietro Lussu, Marco Loddo e Luca Caponi), e le collaborazioni con diversi artisti come Leo Cesari, Riccardo Fassi, Luigi Cinque, Giancarlo Schiaffini, Pietro Ciancaglini, Lorenzo Tucci, Riccardo Fassi, Raffaela Siniscalchi, Chiara Civello, Matthew Garrison, Steve Cantarano, Gerardo Bartoccini, Marco Siniscalco, Andrea Avena, Massimo D'Agostino, Fulvio Maras.

## Discografia parziale

### KlezRoym
- 1998 - Klezroym (CNI Music)
- 2000 - Sceni (CNI Music)
- 2002 - Yankele nel ghetto (CNI Music)
- 2003  -Klezroym (Elleu, CNI Music)
- 2006 - Venticinqueaprile (live in Fossoli) (CNI Music)
- 2016 - Klezroym, 20 years (CNI Music)

### La Porta Magica
- 1998 - La Porta Magica (Controchiave)

### Atlante Sonoro
- 2004 - Duende (CNI/La Frontiera)
- 2006 - Alhambra (Compagnia nuove Indye – Raitrade)

### Con Leo Cesari e Riccardo Fassi
- 2004 - Solo trio (La Frontiera)

### Gabriele Coen Jewish Experience
- 2009 - [Golem] (Alfamusic)
- 2010 –  Awakening (Tzadik Records)
- 2013 –  Yiddish Melodies in Jazz (Tzadik Records)
- 2017 – Sephirot, Kabbalah in Music (Parco della Musica Records)

### Gabriele Coen Quintet
- 2020 - Leonard Bernstein Tribute (Parco della Musica Records)

-2023- Gabriele Coen Quintet-
Sephardic Beat (Parco della Musica Records)

### Siniscalchi, Coen, Rivera, Saletti
- 2020 - Ho visto Nina Volare, omaggio a Fabrizio De André (CNI Music)